# William Murdoch (hajóstiszt)
William McMaster Murdoch (1873. február 28. – 1912. április 15.) a Titanic nevű óceánjáró első tisztje. Egyike volt annak a közel 1500 áldozatnak, aki életét vesztette, amikor a luxusgőzös elsüllyedt az Atlanti-óceánon. Murdoch volt szolgálatban, amikor tudósítottak a hajó előtt lévő jéghegyről, erre ő leállíttatta a kazánokat, hátramenetbe tette a hajót, és erősen balra kormányoztatta.

## Élete, karrierje
Murdoch a skóciai Dumfries and Galloway-ben született Samuel Murdoch kapitány és Jane Muirhead negyedik gyermekeként. A Murdochok nevezetes tengerészek voltak, akik sok generáción keresztül hajóztak a világ óceánjain. William Murdoch apja és nagyapja is tengerészkapitány volt, csakúgy, mint nagyapjának négy testvére.
Általános iskolai tanulmányait a Dalbeattie Primary Schoolban végezte, majd a középiskolát is ugyanitt. Tanulmányaiban kitartó volt és mindemellett intelligens. Tanulmányai befejezése után, folytatta a családi tradíciót és elszerződött inasnak öt évre a William Joyce & Coy-hoz, Liverpoolba, de négy év és négy út során olyan szakértelemre tett szert, hogy másodtiszti képesítését elsőre megszerezte.
Tanulóéveit a Charles Cosworthnél töltötte, ami Észak-Amerika partjainál folytatott kereskedelmi szállításokat. 1895 májusától a Saint Cuthbert első tisztje volt, amely 1897-ben elsüllyedt egy hurrikán miatt Uruguay partjainál. Murdoch 23 éves korában megszerezte Extra Master's képesítését Liverpoolban,1896-ban. 1897 és 1899 között első tisztje volt a Lydgate-nek, ami New York és Sanghaj között közlekedett.
Murdoch számos óceánjárón tett szolgálatot az 1900-tól 1912-ig, főként a White Star Line gőzösein: a
Medicen (1900 - Charles Lightollerrel, a Titanic másodtisztjével együtt), a Runicon (1901-1903), az Arabicon (1903), a Celticen (1904), az Oceanicon (1905), a Germanicon (1904), a Cedricen (1906), az Adriaticon (1907-1911), és az Olympicon (1911-1912).
A Titanic első útján tapasztalt tisztekre volt szükség, így az előzetesen főtisztnek kinevezett Murdochot az Olympic korábbi főtisztjének, Henry T. Wilde-nak az érkezésekor [Smith kapitány kérésére] első tisztnek, a korábbi első tisztet, Charles Lightollert második, Herbert Pitman-t harmadik, Joseph Boxhallt negyedik, Harold Lowe-ot ötödik és James Moodyt hatodik tisztnek nevezték ki. A korábbi másodtiszt, David Blair elhagyta a hajót.

### A Titanicon
Murdoch, mint a hajó első tisztje, a délelőtt 10 és délután 14 óra, ill. az este 22 óra és hajnali 2 óra közötti négyórás ügyeleti szakaszokban volt szolgálatban a parancsnoki hídon. A jégheggyel való ütközés estéjén Murdoch volt a szolgálatban levő tiszt. Miután az őrszemek 23 óra 40 perckor észrevették a hatalmas jéghegyet, mindössze 37 másodperc állt rendelkezésre az összeütközésig. Murdoch parancsot adott, hogy kormányozzanak élesen jobbra („hard a starboard”), vagyis hogy a hajót balra fordítsák. Ezzel a lépéssel a hajó ugyan elkerülte a frontális ütközést, de mivel súrolta a jéghegyet, a jégsarkantyú felszakította az első öt rekeszt, és a hajó a betóduló vízzel alig két óra múlva elsüllyedt.
Murdoch a csónakfedélzet jobb oldali parancsnoka volt, így az ottani csónakokat ő töltötte meg menekülőkkel és bocsátotta le. Ő azt az érvényt fogadta el, hogy amikor már elegendő nő és gyerek van egy csónakban, akkor férfiak is beszállhatnak. Utoljára a hajó elülső részén látták életben, 2 óra 15 perc körül, miközben az A jelű összecsukható csónakot próbálták meg kiszabadítani a kötelek közül Wilde főtiszttel. Halálának körülményei ismeretlenek, egyesek azt állították, hogy öngyilkos lett, ám valószínűbb, hogy a tengerbe veszett.

## Filmes ábrázolásai
Az 1997-es világhírű Titanic című filmben Ewan Stewart játszotta el. A filmbeli Murdoch szereplése botrányt „aratott” a máig működő Murdoch-alapítvány körében, a botrányt kiváltó jelenet az volt, miszerint az első osztályú Caledon Hockley lefizeti az első tisztet, hogy csónakba juthasson, de a tiszt, a hajó végső perceiben lelő néhány harmadosztályú férfit, akik erőszakosan csónakba akartak jutni, majd végül öngyilkos lesz. Siv Murdoch, William egyik leszármazottja úgy nyilatkozott, hogy a férfi halálát az okozta, hogy a süllyedésben a zakója beleakadt egy csörlőbe, és nem tudott kiszabadulni. James Cameron végül kártérítést fizetett.